# Dyofyzitismus

Ježíš Kristus Pantokrator, ikona ze 6. století. Kristus má levou polovinu tváře odlišnou od pravé, pro zdůraznění božské i lidské podstaty

Dyofyzitismus (z řečtiny δυο [duo] česky dva a φυζις [fyzis], česky přirozenost) je christologická pozice, vyjadřující víru v dvojí podstatu Krista a sice božskou a lidskou. Proti tomuto vymezení stojí učení monofyzitismu a miafyzitismu.

## Historie
Proti herezím, které popírali božskou i lidskou podstatu Ježíše Krista se vymezil Chalkedonský koncil, který toto učení církevně schválil. Bezprostředním důsledkem koncilu bylo nové schizma. Biskupové, kterým nebyl jazyk papežova Tomu (tomos je dokument církevního hierarchy) blízký, koncil odmítli a tvrdili, že nauka o dvou φύσεις, čili přirozenostech, je shodná s nestoriánstvím. Zde mají svůj počátek tzv. orientální církve, které až dodnes odmítají usnesení koncilu.
V nedávných letech zintenzivnil dialog zvláště mezi katolickou církví a orientálními církvemi. Ve vzájemných diskusích se poukazuje především na skutečnost, že historický rozdíl v nauce je spíše terminologickým nedorozuměním než skutečnou roztržkou a několik orientálních církví tak znovu navázalo společenství buď s katolickými nebo pravoslavnými církvemi.